# Piotr Cieplucha
Piotr Paweł Cieplucha (ur. 24 stycznia 1990 w Łodzi) – polski polityk, samorządowiec i urzędnik, w latach 2021–2023 drugi wicewojewoda łódzki, w 2023 podsekretarz stanu w Ministerstwie Sprawiedliwości.

## Życiorys
Absolwent administracji na Wydziale Prawa i Administracji Uniwersytetu Łódzkiego (2014). Pracował jako dyrektor Ośrodka Rozwojowo-Wdrożeniowego Lasów Państwowych w Bedoniu. Był również prezesem stowarzyszenia Wspólnota Samorządowa Gminy Brójce.
W latach 2008–2012 należał do Prawa i Sprawiedliwości, następnie przeszedł do Solidarnej Polski. Został szefem struktur partii w okręgu łódzkim oraz kierował młodzieżówką Klub Młodych Solidarnej Polski (2012–2015), a w 2023 objął funkcję sekretarza generalnego SP. Był asystentem Zbigniewa Ziobry jako europosła, następnie od 2015 do 2016 jako ministra sprawiedliwości. Od 2016 pracował jako doradca wojewodów łódzkich Zbigniewa Raua i Tobiasza Bocheńskiego, objął stanowisko dyrektora wydziału zdrowia, rodziny i polityki społecznej Urzędu Wojewódzkiego w Łodzi (z tej racji czasowo zrezygnował z członkostwa w partii). Bez powodzenia kandydował do rady miejskiej Łodzi w 2010 i 2014 oraz do Sejmu w 2019 i 2023.
16 listopada 2021 powołany na stanowisko drugiego wicewojewody łódzkiego (odpowiedzialnego za sprawy społeczne) w miejsce Krzysztofa Ciecióry. 6 kwietnia 2023 został powołany na stanowisko podsekretarza stanu w Ministerstwie Sprawiedliwości, w związku z czym przestał pełnić funkcję wicewojewody łódzkiego. Osiem dni później objął funkcję sekretarza generalnego Solidarnej Polski, w następnym miesiącu przemianowanej na Suwerenną Polskę. 13 grudnia 2023 odwołany z funkcji wiceministra sprawiedliwości. W 2024 wybrany do rady miejskiej Łodzi. W tym samym roku wraz z Suwerenną Polską przystąpił ponownie do PiS.

## Wyniki wyborcze
| Wybory | Komitet wyborczy     | Komitet wyborczy       | Organ                | Okręg         | Wynik       |
| ------ | -------------------- | ---------------------- | -------------------- | ------------- | ----------- |
| 2010   |                      | Prawo i Sprawiedliwość | Rada Miejska w Łodzi | nr 5          | 340 (1,53%) |
| 2014   | Rada Miejska w Łodzi | Prawo i Sprawiedliwość | nr 1                 | 516 (1,84%)   |             |
| 2019   | Sejm IX kadencji     | Prawo i Sprawiedliwość | nr 9                 | 3202 (0,77%)  |             |
| 2023   | Sejm X kadencji      | Prawo i Sprawiedliwość | nr 9                 | 6154 (1,35%)  |             |
| 2024   | Rada Miejska w Łodzi | Prawo i Sprawiedliwość | nr 2                 | 5458 (14,76%) |             |